# دوبلین (کالیفرنیا)
دوبلین (به انگلیسی: Dublin) شهری در شهرستان آلامدا ایالت کالیفرنیا است که در سرشماری سال ۲۰۱۰ میلادی، ۴۶۰۳۶ نفر جمعیت داشته است. این شهر تقریباً در 56 کیلومتری شرق شهر سانفرانسیسکو، 37 کیلومتری شرق شهر اوکلند، و 50 کیلومتری شمال شهر سن‌خوزه واقع شده است. 